# Károly Khuen-Héderváry

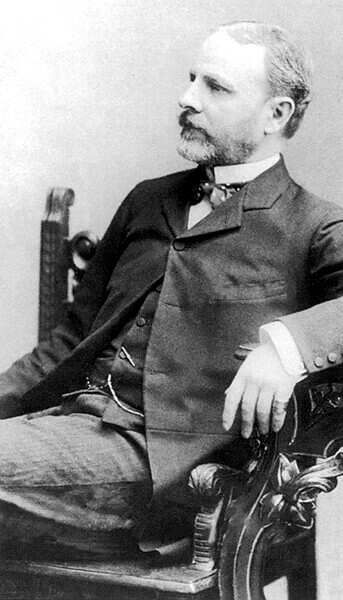
Károly Khuen-Héderváry

Károly Khuen-Héderváry (Jeseník, 23 mei 1849 - Boedapest, 16 februari 1918) was jarenlang ban van Kroatië en tweemaal premier van Hongarije: eenmaal kortstondig in 1903 en een tweede maal van 1910 tot 1912.

## Biografie
Khuen-Héderváry werd geboren als zoon en eerste kind van de Hongaarse magnaat Antal Khuen en diens vrouw Angelika Izdenczi. Hij groeide op in Zagreb, studeerde daar rechten en bezat uitgestrekte landerijen in Slavonië. Hij was als lid van de Liberale Partij afgevaardigde in de Hongaarse Rijksdag sinds 1875. In 1882 werd hij opper-ispán van Győr.

### Ban
In 1883 werd hij door zijn neef Kálmán Tisza benoemd tot ban van Kroatië en Slavonië, een functie die hij uitoefende tot 1903. Door de Kroaten werd hij al snel waargenomen als een agent van het Weense hof en de Hongaarse regering. Khuen-Héderváry vaardigde wetten uit om burgerrechten, zoals persvrijheid, in te perken. Hij genoot echter de steun van de Katholieke Kerk en de Servische minderheid, waardoor hij wel de steun van de Sabor genoot. Zijn pro-Hongaarse politiek, in combinatie met een autoritaire en repressieve manier van regeren, zorgde voor ernstige onvrede onder de Kroaten, waardoor hij in 1903 zijn ambt voor dat van premier inruilde.

### Premier
Op 27 juni 1903 werd Khuen-Héderváry door koning Frans Jozef aangesteld als Hongaars eerste minister. In tegenstelling tot zijn voorganger Kálmán Széll toonde hij zich al snel een hardliner. Net als Széll slaagde hij er niet in de Ausgleich-onderhandelingen met Oostenrijk tot een goed einde te brengen. Op 3 november van dat jaar werd hij daarom al afgelost door zijn neefje István Tisza.
In januari 1910 werd hij opnieuw tot premier en tevens minister van Buitenlandse Zaken benoemd. Om te vermijden dat hij zo snel zou mislukken als in zijn eerste ambtstermijn, regeerde hij afwachtend en probeerde hij radicalisering te voorkomen. Zijn aftreden in 1912 volgde uit onenigheid omtrent de financiering van het gemeenschappelijke Oostenrijks-Hongaarse leger en de marine. Ook de kwestie van een kiesrechthervorming, die werd geweigerd door Tisza, en massaprotesten van arbeiders droegen bij tot zijn aftreden. In de loop van zijn tweede ambtstermijn richtte Khuen overigens, samen met Tisza, de Nationale Arbeidspartij op. Van 1913 tot 1918 was hij de voorzitter van deze partij.